# Neltjärnen
Neltjärnen är en sjö i Robertsfors kommun i Västerbotten och ingår i Kålabodaåns huvudavrinningsområde. Sjön har en area på 0,0338 kvadratkilometer och ligger 32,4 meter över havet.

## Delavrinningsområde
Neltjärnen ingår i det delavrinningsområde (714457-175483) som SMHI kallar för Mynnar i Kålabodaån. Medelhöjden är 39 meter över havet och ytan är 24,52 kvadratkilometer. Räknas de 2 avrinningsområdena uppströms in blir den ackumulerade arean 50,48 kvadratkilometer. Lillån som avvattnar avrinningsområdet har biflödesordning 2, vilket innebär att vattnet flödar genom totalt 2 vattendrag innan det når havet efter 4,3 kilometer. Avrinningsområdet består mestadels av skog (81 procent). Avrinningsområdet har 0,21 kvadratkilometer vattenytor vilket ger det en sjöprocent på 0,9 procent.